# Turbo Dudley – psi agent
Turbo Dudley – psi agent (ang. T.U.F.F. Puppy, 2010-2015) – amerykański serial animowany stworzony przez Butcha Hartmana (twórcę m.in. Wróżków chrzestnych i Danny’ego Phantoma).
Jego światowa premiera odbyła się 2 października 2010 roku na amerykańskim Nickelodeon po premierze serialu animowanego Planeta Sheena. W Polsce premiera serialu odbyła się 5 września 2011 roku na kanale Nickelodeon Polska. Od 13 maja 2014 roku serial był emitowany w TV Puls 2.

## Fabuła
Serial opowiada o przygodach psa Dudka, który pracuje jako szpieg w organizacji walczącej z przestępczością w Petropolis. Jego partnerką jest kotka o imieniu Kicia Kotowska, która zna tajniki kung-fu.

## Bohaterowie
Główni: 
- Dudley „Dudek” Piesek (ang. Dudley Puppy) – główny bohater kreskówki. Pracuje jako szpieg w organizacji walczącej z przestępczością, która zwie się T.U.R.B.O. (ang. T.U.F.F.). Nie nosi spodni, tylko czarną koszulkę. Posiada geny różnych ras psów. Lubi jeść pączki. Nie jest zbyt inteligentny.
- Kicia Kotowska (ang. Kitty Katswell) – partnerka oraz najlepsza przyjaciółka Dudka. Zna tajniki kung-fu. Jedna z najlepszych agentek T.U.R.B.O.
- Keswick – jest inżynierem w agencji T.U.R.B.O. W odcinku Porwany został złapany przez Gryzoniusza Pułapkę, i na jakiś czas przystał do jego bandy, ale tak naprawdę udawał i ich złapał.
- Szef (ang. The Chief) – szef w agencji T.U.R.B.O. W przeszłości był niepokonanym bohaterem i pierwszym agentem T.U.R.B.O. zwanym Herbertem Dumbrowskim.

Poboczni:
- Gryzoniusz Pułapka (ang. Verminious Snaptrap) – kanalizacyjny szczur. Jest przywódcą złej bandy zwanej D.O.O.M. (Diabelska Osada Okropnego Miszmaszu). Ma alergię na ser i nadal mieszka z mamą.
- Leszek (ang. Larry) – jeden z bandy D.O.O.M. Jest nieszanowany przez szefa bandy.
- Franciszek (ang. Francisco) – jeden z bandy D.O.O.M. W odróżnieniu od innych z tej bandy, jest krokodylem.
- Olek (ang. Ollie) – jeden z bandy D.O.O.M. Zawsze doradza szefowi o jakichś genialnych złowrogich planach. Lubi jeść ser.
- Kameleon (ang. The Chameleon) – posiada strój, dzięki któremu może przybierać różne formy, np. osobę, zwierzę, a nawet rzecz.
- Ptasi Mózg (ang. Bird Brain) – jeden z najgroźniejszych łotrów. Jest niebieskim głuptakiem i nie umie latać.
- Ziuta (ang. Zippy) – asystentka Ptasiego Mózga. W odróżnieniu od jej szefa, umie latać.
- Sowa (ang. Owl) – asystentka Ptasiego Mózga. Jest wpół ślepa i mówi głównie: Kto?
- Gacek (ang. Bat) – asystent Ptasiego Mózga. Jest wpół ślepy, więc mówi głównie: Gdzie?
- Kaczka (ang. Duck) – asystentka Ptasiego Mózga. Mówi tylko kwa. Na dźwięk jej imienia Sowa i Gacek trzęsą się ze strachu.
- Peg Piesek (ang. Peg Puppy) – mama Dudka.
- Jack Królik (ang. Jack Rabbit) – były agent T.U.R.B.O. i partner Kici Kotowskiej. Okazał się być zły, gdyż współpracował z Gryzoniuszem Pułapką. Jest zakochany w Kici.
- Wilk Spizer (ang. Wolf Spitzer) - występuje często w wiadomościach Petropolis.
- Kuchta Biedrona - biedronka, która gotowała okropne dania w odcinku Kucharski terror.
- Kwaczor (ang. Quacky the Duck) - prowadzi program dla dzieci, który ogląda Dudek. Jest przestępcą.
- Łoś (ang. The Sharing Moose) - asystent Kwaczora. Nosi białą koszulkę.
- Giczoł - Dudek go lubi. W odcinku Giczoł nie wierzył, że właśnie on robił te wszystkie przestępstwa i miał rację, gdyż to Pułapka w przebraniu Giczoła podszywał się pod prawdziwego Giczoła.
- Wielki Dorsz (ang. The Caped Cod) - włączył zalewanie miasta, ale Dudek i Kicia ocalili miasto. Pojawił się w odcinku Wielki Dorsz, Bądź cicho oraz Lodowiec Ryżowca.
- Pilny pszczółek (ang. Wanna-Bee) - pszczółek, który jest przestępcą. W odcinku Literytujący Pszczółek porwał Kicię oraz dzieci i kazał Dudkowi wziąć udział w literowaniu wyrazów.
- Willy Wombat - właściciel fabryki słodyczy.
- R.I.T.A. - gadający toster stworzony przez Keswicka.
- Błociaczki - stworki, które powstały za pomocą promienia Keswicka. Ich królem był Dudek, lecz potem chcieli go zniszczyć za to, że zniszczył im miasto. Ostatecznie trafili do Strasznego Jaśka.
- Kozioł Zbieg (ang. Escape Goat) - kozioł, który jest bandytą. Najczęściej pojawia się w kaftanie bezpieczeństwa.

## Obsada
- Jerry Trainor – Dudek
- Grey DeLisle – Kicia Kotowska
- Daran Norris – Kameleon
- Jeff Bennett – Keswick
- Matthew W. Taylor - Gryzoniusz Pułapka

## Wersja polska
Wersja polska: na zlecenie Nickelodeon Polska – Master Film
Reżyseria: Małgorzata Boratyńska
Dialogi polskie: Kamila Klimas-Przybysz
Tekst piosenki Andrzej Brzeski
Dźwięk: Mateusz Michniewicz
Montaż: Paweł Siwiec
Kierownictwo muzyczne: Piotr Gogol
Kierownictwo produkcji: Katarzyna Fijałkowska
Nadzór merytoryczny:
- Aleksandra Dobrowolska (odc. 1-31)
- Katarzyna Dryńska (odc. 1-42)

Wystąpili:
- Barbara Kałużna –
  - Kicia Kotowska,
  - Kocia Kotowska (odc. 43a)
- Grzegorz Kwiecień – Dudek
- Zbigniew Suszyński – Gryzoniusz Pułapka
- Grzegorz Drojewski – Keswick
- Mikołaj Klimek – szef
- Anna Gajewska –
  - mama Dudka – Peg Piesek (odc. 1a, 3b, 8b, 14a, 23a, 37, 43b, 49b),
  - mama Keswicka (odc. 30a),
  - Rozszemrana Rzeczka (odc. 39a),
  - pani Misiak (odc. 40a),
  - Pilny Pszczółek/Literujący Pszczółek (odc. 42b, 46a, 51ab, 54b, 55b)
- Krzysztof Szczerbiński –
  - Kameleon,
  - Roboty (odc. 10a),
  - Łoś (odc. 12a, 35b, 40b, 47b),
  - Narrator (odc. 42b),
  - Straszny Jasiek (odc. 45ab),
- Mirosław Wieprzewski – Ptasi Mózg (odc. 3b, 7b, 8ab, 17b, 18a, 21, 23ab, 25ab, 29b, 30a, 33b, 35a, 36, 38ab, 43b, 45b, 47b, 50ab, 51a, 53ab, 55a, 57ab, 58a, 59a, 60)
- Janusz Wituch –
  - Leszek,
  - Strażnik więzienia (odc. 4b),
  - Agent Łasicman (odc. 5b, 48a),
  - doktor Zębczak (odc. 26a),
  - pan Wong (odc. 28a),
  - fryzjer Pip „Ciach Ciach” Kudełka (odc. 40a)
- Brygida Turowska – R.I.T.A. (odc. 5a)
- Hanna Kinder-Kiss –
  - Billy Jenkins (odc. 5a),
  - dzieciak na placu zabaw (odc. 17a),
  - panna Hopper (odc. 18b),
  - zastępowa (odc. 19a),
  - żółwica (odc. 41a),
  - owca #1 (odc. 49a)
- Małgorzata Boratyńska –
  - Benia (odc. 5b),
  - Ziuta (odc. 8a, 17b, 23b, 25a, 30a, 35a, 38ab, 43b, 50b, 57b),
  - dziecko (odc. 13),
  - mała wiewióreczka (odc. 31a, 34b),
  - Asia Stentka (odc. 32b),
  - Andzia (odc. 34a),
  - AK-45 (odc. 42b),
  - sekretarka Tosia (odc. 46a, 51b, 57a),
  - Robot Tosia (odc. 57a)
- Elżbieta Jędrzejewska – Dorota Wielbłąd (odc. 7a)
- Robert Tondera –
  - Wilk Szpizer (odc. 9a, 14b, 16b, 21, 24b, 26a, 31b, 37, 44b, 49a),
  - Jack Królik (odc. 9b),
  - Lester (odc. 14a),
  - pan Stachaszczyk (odc. 17a),
  - Mikołaj (odc. 21),
  - Piotr Odejrzany (odc. 22a),
  - prowadzący konkurs piękności (odc. 23a),
  - Krętacz Pogoda (odc. 26b),
  - Surykat (odc. 30b, 42b, 51b),
  - głos komputera (odc. 38b, 39a, 42a),
  - prezydent Stanów Zjednoczonych (odc. 40a),
  - lektor (odc. 56a),
  - duch doktora Szukaja Schowanego (odc. 56a),
  - Wielki Dorsz (odc. 56b),
  - brat Tolka (odc. 57b),
  - komentator meczu futbolowego (odc. 60)
- Karol Wróblewski –
  - Franciszek,
  - Kwaczor (odc. 12a),
  - Prezes Wszechświata (odc. 22a),
  - Kozioł Zbieg (odc. 24a)
- Mateusz Grydlik –
  - Olek,
  - Jack Królik (odc. 28a),
  - Blef Bizon (odc. 30b)
- Agnieszka Matynia – Głos elektronicznego wskaźnika dobroci (odc. 11a)
- Miłogost Reczek –
  - Wielki Dorsz (odc. 15b, 26b),
  - burmistrz Tadzio Miś (odc. 23a),
  - Willy Wombat (odc. 27b)
- Klaudiusz Kaufmann –
  - Persiwal (odc. 16b),
  - Eko-bóbr Ząbek (odc. 17b),
  - Bobik (odc. 27b),
  - hydrant (odc. 28b),
  - żółw (odc. 34b),
  - Tolek (odc. 36),
  - Jurek Świrus (odc. 45b),
  - byk w sklepie z chińską porcelaną (odc. 51a),
  - Kozioł Zbieg (odc. 51b),
  - lekarz od stóp (odc. 58b)
- Ryszard Olesiński – Pluska (odc. 16b)
- Marek Bocianiak –
  - głos strażnika w więzieniu (odc. 17b),
  - głos z głośnika (odc. 19a),
  - głos prezentera (odc. 19b),
  - telewizyjny prezes (odc. 19b),
  - pan Dziobcie (odc. 38a),
  - chirurg (odc. 38b),
  - Maciek Czapla (odc. 40a),
  - pluszak Nosochirurg (odc. 42a)
- Mirosława Nyckowska –
  - Sowa Tolek (odc. 17b, 23b, 25b,43b),
  - pani Grizzlebaum (odc. 18b),
  - Królowa (odc. 20b)
- Piotr Deszkiewicz –
  - Kwaczor (odc. 19b, 24b, 31b, 35b, 40b, 47b),
  - Franciszek (odc. 20a, 22b, 27a, 29a, 32a, 32b, 34a, 34b, 37, 39a, 39b, 42a, 44a, 44b, 46b, 48b, 49b, 51a, 59b),
  - Nietoperz (odc. 38b, 57b, 60)
- Zbigniew Konopka –
  - Łoś (odc. 19b),
  - Kil-R (odc. 22b),
  - Julak Szczyp (odc. 40a),
  - sędzia (odc. 41a),
  - policjant (odc. 43a),
  - Bick (odc. 49a),
  - Burmistrz Tadzio Miś (odc. 56ab, 60)
- Zbigniew Kozłowski –
  - obsługa pociągu (odc. 20a),
  - właściciel sklepu z cukierkami (odc. 43a)
  - lektor w reklamie i filmie (odc. 55b)
- Przemysław Stippa – Biff (odc. 20b)
- Anna Sroka – Kuchta Biedrona (odc. 22a)
- Tomasz Marzecki –
  - hipopotam (odc. 22a),
  - kurier (odc. 23b),
  - Surykat (odc. 24a),
  - Pan de Guziec (odc. 25b)
- Adam Bauman – Wilk Szpizer (odc. 28b)
- Katarzyna Skolimowska –
  - Jadzia Browsky (odc. 28b),
  - sąsiadka Pułapki (odc. 34b)
- Monika Wierzbicka –
  - Kamilka (odc. 29b),
  - Becky (odc. 30a),
  - córka Wilka Szpizera (odc. 44b)
- Paweł Szczesny –
  - burmistrz Petropolis (odc. 31a),
  - Wielki Dorsz (odc. 35a)
- Wojciech Chorąży –
  - przebrany za pracownika NASA (odc. 36),
  - Eryk (odc. 37),
  - żyrafa (odc. 38a),
  - Rozdymek (odc. 56b),
  - lektor reklamy w TV (odc. 57b)
- Cezary Kwieciński –
  - Świstak Norris (odc. 41b),
  - Kozioł Zbieg (odc. 42b)
- Tomasz Jarosz –
  - policjant (odc. 36),
  - Łasica (odc. 48a, 58b)
- Waldemar Barwiński –
  - Dale (odc. 45a),
  - Wilk spiker (odc. 47b)
- Jacek Wolszczak –
  - dzieciak (odc. 47a),
  - Tomek Finek (odc. 47a)
- Agnieszka Kunikowska – Dorcia (odc. 52a)
- Jarosław Domin -
  - Angus (odc. 54a),
  - Cięty Pszczółek (odc. 54b),
  - Cierpki Okoń (odc. 56b),
  - pan Wong (odc. 60)
- Julia Kołakowska – Wiewióreczka (odc. 58a)
- Kajetan Lewandowski
- Jacek Kopczyński
- Kinga Tabor

i inni
Śpiewali:
- Rafał Drozd i Artur Bomert (czołówka),
- Grzegorz Kwiecień, Janusz Wituch i Grzegorz Drojewski (odc. 5)

Lektor: Dariusz Odija

## Spis odcinków
| Premiera odcinka | N/o | Polski tytuł                       | Angielski tytuł                     |
| ---------------- | --- | ---------------------------------- | ----------------------------------- |
|                  |     |                                    |                                     |
| SERIA PIERWSZA   |     |                                    |                                     |
|                  |     |                                    |                                     |
| 05.09.2011       | 01  | Partner doskonały                  | Purr-fect Partners                  |
| 05.09.2011       | 01  | Ucieczka Kameleona                 | Doommates                           |
|                  |     |                                    |                                     |
| 06.09.2011       | 02  | Szczur sklepowy                    | Mall Rat                            |
| 06.09.2011       | 02  | Operacja: urodziny                 | Operation: Happy Birthday           |
|                  |     |                                    |                                     |
| 07.09.2011       | 03  | Porwany                            | Snapnapped                          |
| 07.09.2011       | 03  | Mama-gedon                         | Mom-a-Geddon                        |
|                  |     |                                    |                                     |
| 08.09.2011       | 04  | Burzliwy urlop                     | Cruisin’ for a Bruisin’             |
| 08.09.2011       | 04  | Szczenięca miłość                  | Puppy Love                          |
|                  |     |                                    |                                     |
| 15.09.2011       | 05  | R.I.T.A.                           | Toast of T.U.F.F.                   |
| 15.09.2011       | 05  | Wspólna siedziba                   | Share-a-Lair                        |
|                  |     |                                    |                                     |
| 22.09.2011       | 06  | Psi obłęd                          | Dog Daze                            |
| 22.09.2011       | 06  | Sprawy wewnętrzne                  | Internal Affairs                    |
|                  |     |                                    |                                     |
| 29.09.2011       | 07  | Łyżwiarze                          | Chilly Dog                          |
| 29.09.2011       | 07  | Złoczyńca roku                     | The Doomies                         |
|                  |     |                                    |                                     |
| 06.10.2011       | 08  | Strach przed grzmotami             | Thunder Dog                         |
| 06.10.2011       | 08  | Tata szczur                        | Snap Dad                            |
|                  |     |                                    |                                     |
| 13.10.2011       | 09  | Twardy pies                        | Iron Mutt                           |
| 13.10.2011       | 09  | Nie Super                          | The Wrong Stuff                     |
|                  |     |                                    |                                     |
| 20.10.2011       | 10  | Podróżnik w czasie                 | Watch Dog                           |
| 20.10.2011       | 10  | W kołnierzu                        | Dog Dish                            |
|                  |     |                                    |                                     |
| 01.12.2011       | 11  | Kim jestem?                        | Forget Me Mutt                      |
| 01.12.2011       | 11  | Czytanie w myślach                 | Mind Trap                           |
|                  |     |                                    |                                     |
| 08.12.2011       | 12  | Nie przy dzieciach                 | Kid Stuff                           |
| 08.12.2011       | 12  | Super hiper łapacze zbirów         | Super Duper Crime Busters           |
|                  |     |                                    |                                     |
| 15.12.2011       | 13  | Misja: Bardzo poważna misja        | Mission: Really Big Mission         |
|                  |     |                                    |                                     |
| 22.12.2011       | 14  | Dudley sam w domu                  | Frisky Business                     |
| 22.12.2011       | 14  | Hot Dog                            | Hot Dog                             |
|                  |     |                                    |                                     |
| 29.12.2011       | 15  | Szkoła nieposłuszeństwa            | Disobedience School                 |
| 29.12.2011       | 15  | Wielki Dorsz                       | The Dog Who Cried Fish              |
|                  |     |                                    |                                     |
| 02.02.2012       | 16  | Zbuntowany Leszek                  | Doom and Gloom                      |
| 02.02.2012       | 16  | Prawo i odór                       | Law and Odor                        |
|                  |     |                                    |                                     |
| 09.02.2012       | 17  | Banda szczurów                     | The Rat Pack                        |
| 09.02.2012       | 17  | Zagrożony gatunek                  | Booby Trap                          |
|                  |     |                                    |                                     |
| 16.02.2012       | 18  | Klątwa Króla Psa                   | The Curse of King Mutt              |
| 16.02.2012       | 18  | Nudni agenci                       | Bored of Education                  |
|                  |     |                                    |                                     |
| 23.02.2012       | 19  | Obozowicze                         | Snappy Campers                      |
| 23.02.2012       | 19  | Szczęśliwa kaczka                  | Lucky Duck                          |
|                  |     |                                    |                                     |
| 01.03.2012       | 20  | Strażnik świadka                   | Guard Dog                           |
| 01.03.2012       | 20  | Psie, chroń królową                | Dog Save the Queen                  |
|                  |     |                                    |                                     |
| 08.12.2012       | 21  | Świąt nie będzie                   | A Doomed Christmas                  |
|                  |     |                                    |                                     |
| 07.09.2012       | 22  | Kucharski terror                   | Big Dog on Campus                   |
| 07.09.2012       | 22  | Najlepszy przyjaciel psa           | Dog’s Best Friend                   |
|                  |     |                                    |                                     |
| 14.09.2012       | 23  | Fałszywy burmistrz                 | Dudley Do-Wrong                     |
| 14.09.2012       | 23  | Bez prądu                          | Puppy Unplugged                     |
|                  |     |                                    |                                     |
| 21.09.2012       | 24  | Tymczasowy szef                    | Top Dog                             |
| 21.09.2012       | 24  | Kwaczor w pudle                    | Quack in The Box                    |
|                  |     |                                    |                                     |
| 28.09.2012       | 25  | Małpie śpiewy                      | Monkey Business                     |
| 28.09.2012       | 25  | e-Dziennik kotki                   | Diary of a Mad Cat                  |
|                  |     |                                    |                                     |
| 05.10.2012       | 26  | Łżesz jak pies                     | Lie Like a Dog                      |
| 05.10.2012       | 26  | Lodowiec Ryżowca                   | Cold Fish                           |
|                  |     |                                    |                                     |
| SERIA DRUGA      |     |                                    |                                     |
|                  |     |                                    |                                     |
| 09.11.2012       | 27  | Wujek Dudley                       | Pup Daddy                           |
| 09.11.2012       | 27  | Fabryka słodyczy                   | Candy Cane-ine                      |
|                  |     |                                    |                                     |
| 16.11.2012       | 28  | Zamiana                            | Freaky Spy-Day                      |
| 16.11.2012       | 28  | Nie śpij                           | Dog Tired                           |
|                  |     |                                    |                                     |
| 23.11.2012       | 29  | Współlokator                       | Dog House                           |
| 23.11.2012       | 29  | Spóźnialski                        | Time Waits for No Mutt              |
|                  |     |                                    |                                     |
| 30.11.2012       | 30  | Wszyscy kochają Ptasiego Mózga     | Love Bird                           |
| 30.11.2012       | 30  | Blef Bizon                         | Bluff Puppy                         |
|                  |     |                                    |                                     |
| 07.12.2012       | 31  | Dudek z przyszłości                | Bark to the Future                  |
| 07.12.2012       | 31  | Światła, kamerka, kwakcja          | Lights, Camera, Quacktion           |
|                  |     |                                    |                                     |
| 15.07.2013       | 32  | Bliskie spotkania dziwnego stopnia | Close Encounters of the Doomed Kind |
| 15.07.2013       | 32  | Gorączka złota                     | Golden Retriever                    |
|                  |     |                                    |                                     |
| 16.07.2013       | 33  | Scenarzysta                        | Rat Trap                            |
| 16.07.2013       | 33  | Agent roku                         | Agent of the Year                   |
|                  |     |                                    |                                     |
| 17.07.2013       | 34  | Niezdecydowani                     | T.U.F.F. Choices                    |
| 17.07.2013       | 34  | Łzawa historia                     | Sob Story                           |
|                  |     |                                    |                                     |
| 18.07.2013       | 35  | Bądź cicho                         | Hush Puppy                          |
| 18.07.2013       | 35  | Kacze urodziny                     | Quacky Birthday                     |
|                  |     |                                    |                                     |
| 30.10.2013       | 36  | Halloween nie będzie               | Happy Howl-O-Ween                   |
|                  |     |                                    |                                     |
| 19.07.2013       | 37  | Póki Doom nas nie rozłączy         | ’Til DOOM Do Us Part                |
|                  |     |                                    |                                     |
| 22.07.2013       | 38  | Rośnij duży                        | Barking Tall                        |
| 22.07.2013       | 38  | Złe jaja                           | Bad Eggs                            |
|                  |     |                                    |                                     |
| 23.07.2013       | 39  | W dziczy                           | Bark to Nature                      |
| 23.07.2013       | 39  | Jasnowidz                          | Mutts and Bolts                     |
|                  |     |                                    |                                     |
| 24.07.2013       | 40  | Sobowtóry                          | Carbon Copies                       |
| 24.07.2013       | 40  | Zwierzokwakersy                    | TUFF Cookies                        |
|                  |     |                                    |                                     |
| 25.07.2013       | 41  | Dudek przestępca                   | Subliminal Criminal                 |
| 25.07.2013       | 41  | Świstak Norris                     | Acting TUFF                         |
|                  |     |                                    |                                     |
| 26.07.2013       | 42  | Nowy właściciel                    | TUFF Sell                           |
| 26.07.2013       | 42  | Skarżypyty                         | Tattle Tale                         |
|                  |     |                                    |                                     |
| 04.08.2014       | 43  | Kotki dwie                         | Tale of Two Kitties                 |
| 04.08.2014       | 43  | Wszystko mi lata                   | Pup in the Air                      |
|                  |     |                                    |                                     |
| 05.08.2014       | 44  | Prawdomówni                        | True Spies                          |
| 05.08.2014       | 44  | Giczoł                             | Bagel and the Beast                 |
|                  |     |                                    |                                     |
| 06.08.2014       | 45  | Król błociaczków                   | Mud with Power                      |
| 06.08.2014       | 45  | Stróż prawa                        | Legal Beagle                        |
|                  |     |                                    |                                     |
| 07.08.2014       | 46  | Literujący Pszczółek               | The Spelling Bee                    |
| 07.08.2014       | 46  | W domu Keswicka                    | House Broken                        |
|                  |     |                                    |                                     |
| 08.08.2014       | 47  | Kto ze mną zatańczy                | Dancin’ Machine                     |
| 08.08.2014       | 47  | Dobrzy, źli i Kwaczor              | The Good, The Bad and The Quacky    |
|                  |     |                                    |                                     |
| 11.08.2014       | 48  | Kto się boi Łasicy?                | Pup Goes The Weasel                 |
| 11.08.2014       | 48  | Przerwy w nauce                    | Puppy Pause                         |
|                  |     |                                    |                                     |
| 12.08.2014       | 49  | Owczarek                           | Sheep Dog                           |
| 12.08.2014       | 49  | Porwanie mam                       | Mom’s Away                          |
|                  |     |                                    |                                     |
| 13.08.2014       | 50  | Dzień toalety                      | Crime Takes a Holiday               |
| 13.08.2014       | 50  | Siła kwiatu                        | Flower Power                        |
|                  |     |                                    |                                     |
| 14.08.2014       | 51  | Zmiana partnerów                   | Match Me If You Can                 |
| 14.08.2014       | 51  | Najcenniejszy pracownik            | Organized Crime                     |
|                  |     |                                    |                                     |
| 15.08.2014       | 52  | Dziewczyna czy szpieg?             | Girlfriend or Foe?                  |
| 15.08.2014       | 52  | Przerażony agent                   | Scared Wit-Less                     |
|                  |     |                                    |                                     |
| SERIA TRZECIA    |     |                                    |                                     |
|                  |     |                                    |                                     |
| 18.08.2014       | 53  | Oddobronator                       | Barking Bad                         |
| 18.08.2014       | 53  | Bystro-portki                      | Smarty Pants                        |
|                  |     |                                    |                                     |
| 19.08.2014       | 54  | Książę Bezporty                    | Great Scott                         |
| 19.08.2014       | 54  | Pies albo pszczoła                 | To Be Or Not To Bee                 |
|                  |     |                                    |                                     |
| 20.08.2014       | 55  | Gdy kotki nie ma                   | While The Cat’s Away                |
| 20.08.2014       | 55  | Słodka zemsta                      | Sweet Revenge                       |
|                  |     |                                    |                                     |
| 21.08.2014       | 56  | Rozwalacze duchów                  | Hide and Ghost Seek                 |
| 21.08.2014       | 56  | Oddział Dorsza                     | Cod Squad                           |
|                  |     |                                    |                                     |
| 22.08.2014       | 57  | Trudne zaloty                      | TUFF Love                           |
| 22.08.2014       | 57  | Skateptak                          | Soar Loser                          |
|                  |     |                                    |                                     |
| 25.08.2014       | 58  | Otruty czy kłamczuch               | Dead or a Lie                       |
| 25.08.2014       | 58  | Na Hawajach                        | Tourist Trap                        |
|                  |     |                                    |                                     |
| 26.08.2014       | 59  | Niezniszczalni                     | Puff Puppy                          |
| 26.08.2014       | 59  | Szef na skraju załamania nerwowego | Stessed to Kill                     |
|                  |     |                                    |                                     |
| 27.08.2014       | 60  | Koniec Turbo                       | TUFF Break Up                       |
|                  |     |                                    |                                     |